# Andrew Keen
Andrew Keen (Londen, 1960) is een ondernemer, auteur en criticus van ontwikkelingen op het internet zoals web 2.0. Hij publiceerde in 2005 een geruchtmakend boek over de gevaren van internetbedrijven, die gelijkheid en kennis voor iedereen beloofden maar volgens hem vooral bezig zijn met zoveel mogelijk geld verdienen. De Antichrist van het internet vliegt de hele wereld over en schrijft daarnaast columns, artikelen en boeken.

## Biografie
Keen groeide op in Noord-Londen, waar zijn familie in lompen handelde. Als opgroeiende puber in swinging London stortte hij zich in het uitgaansleven van Soho, waar hij getuige was van optredens van The Beatles, The Rolling Stones en Jimi Hendrix. In 1983 vestigde Keen zich in Californië. Hij had zich aan de universiteiten van Londen en Sarajevo geschoold in Oost-Europese studies, waarna hij aan de universiteit van Berkeley zijn master in de politicologie behaalde. Na aan de Northeastern Universiteit van Boston te hebben gewerkt, keerde hij in 1994 terug naar San Francisco. Zelf doceerde Keen in de Verenigde Staten achtereenvolgens aan de Tufts-universiteit en de Universiteit van Massachusetts.

## Web 1.0
Keen was erbij toen in Silicon Valley de eerste generatie internetbedrijven ontstond, aangevoerd door Google en Apple. Prominente technologiebedrijven kwamen in de jaren negentig van de grond, zoals Hewlett-Packard , Intel, Apple, Adobe, Oracle, Sun Microsystems, Cisco Systems, Tandem en Yahoo!. Volgens Keen waren bedrijven er toen, in de beginjaren, vooral op uit om kwalitatief goede content en innovaties uit te brengen.
Ten tijde van het Web 1.0 begon Keen zelf ook als internetondernemer. In 1995 zette hij, met steun van Intel en SAP, Audio Café.com op, in een poging om kwaliteitsmuziek op het internet te zetten. Het bedrijf moest in januari 2000 faillissement aanvragen. Daarna werkte Keen onder meer bij Pulse 3D, Santa Cruz Networks, Jazziz Digital en het door hemzelf in 2005 opgerichte AfterTV. Tegenwoordig is hij directeur van het bedrijf Futurecast, dat ook vanuit Silicon Valley opereert. Hij heeft een internetshow Keen On en is onder meer columnist bij CNN.

## Web 2.0
De ontwerpers van Het Web 2.0 hadden, volgens Keen, de wens om de internetgebruiker centraal te stellen. De waarheid was voortaan in handen van het volk. De burger zou kunnen participeren, mensen zouden via het internet samenwerken en, omdat iedereen gelijk was, gloorde er hoop op een meer democratische wereld.
Het internet was bedoeld om de gebruikers kennis en daardoor macht te geven. Maar in de loop van de jaren, zo bemerkte Keen, verschoof de macht naar een paar monopolistische bedrijven, waaraan de gebruikers onderworpen leken te zijn.
Tegenover het weekblad Vrij Nederland kondigde hij aan de strijd met de techbedrijven aan te gaan:
De eigenaren van deze bedrijven hebben twee dingen gemeen: ze zijn allemaal miljonair en ze hebben allen een utopistisch geloof in technologie. Hun ideologie is een mengeling van de tegencultuur van de jaren zestig, het vrijemarktdenken van de jaren tachtig en de technofilie van de jaren negentig. Vergis je niet, deze grijze hippies en technologiefreaks zijn de CEO's van een paar van de machtigste bedrijven ter wereld. Ze prediken een volstrekt egalitaire wereld, waarin iedereen toegang heeft tot gratis content en deze zelf kan publiceren; of het nou gaat om kennis op Wikipedia of entertainment op YouTube. Toen ik deze onzin hoorde, ben ik aan mijn kruistocht begonnen.

## De cultus van de amateur
Zijn boek The Cult of the Amateur, dat in 2007 uitkwam, is zeer kritisch over door iedereen vrij bewerkbare informatie verzamelende websites zoals Wikipedia. Hij gaf het als ondertitel: Hoe het internet van vandaag onze cultuur om zeep brengt en een aanslag vormt op onze economie.
Hij prijst Citizendium, een project dat gelanceerd werd in 2007 (door een van de oprichters van Wikipedia, Larry Sanger) en schrijft dat het betrekken van redacteuren met echte namen een verbetering zou zijn ten opzichte van door gebruikers gegenereerde content die kenmerkend is voor Web 2.0. 
In The Weekly Standard schreef Keen dat Web 2.0 een 'grote utopische beweging' is, die "de creatieve amateur verheerlijkt: de autodidactische filmmaker, de slaapkamermuzikant, de ongepubliceerde schrijver." Volgens hem suggereert dit dat iedereen digitale media kan gebruiken om zichzelf te uiten en te verwezenlijken. Dit is, zegt Keen, een bedreiging voor de creativiteit en onze cultuur, omdat echte deskundigen niet gelijkgesteld kunnen worden aan amateurs. Hij voorspelde dat door Web 2.0 kranten, platenmaatschappijen, filmstudio's en traditionele uitgeverijen dankzij websites als MySpace, Facebook, Blogger en YouTube zouden verdwijnen.

## Kritiek op Wikipedia
De kritiek die Keen heeft op Wikipedia behelst dat iedere amateur inhoud aan Wikipedia kan toevoegen, zonder dat dit gecontroleerd of geredigeerd wordt door een expert op het betreffende gebied. Daarnaast meent hij dat de omschrijving online-encyclopedie niet op Wikipedia van toepassing kan zijn omdat de inhoud voortdurend verandert. Daarom wijst hij ook het citeren van Wikipedia-artikelen als bron af. Hij geeft als voorbeeld dat amateurs de macht op Wikipedia overnemen; bijvoorbeeld door experts op een bepaald gebied, die een afwijkende mening hebben, via bans het zwijgen op te leggen.
Hij bekritiseerde Wikipedia vanwege haar kwetsbaarheid en haar overdreven vertrouwen in de wijsheid van de massa. Er heeft een tijd lang een lemma op Wikipedia over Andrew Keen gestaan, waarin werd beweerd, dat hij "als kindacteur grote beroemdheid had verworven door een serie commercials voor soep". Dit bleek niet waar te zijn (het zinnetje was er door een radiopresentator tussen gezet), maar het bewees, volgens Keen, hoe makkelijk de betrouwbaarheid van Wikipedia ondermijnd kan worden.
Sinds zijn boek The Cult of the Amateur: How the Internet is Killing our Culture uitkwam, vinden zijn pessimistische toekomstbeelden over de destructieve gevolgen van internet een gewillig oor. Hij hekelt met name de 'idealisering van de onwetende'. Hij weet van niets, constateert Keen, dus is hij onschuldig. Hij is niet opgeleid en 'hoe minder hij weet, des te waardevoller hij is'. Hij ziet een parallel met filosofen uit de Verlichting, zoals Jean-Jacques Rousseau, die zich ook uitspraken tegen kennis en informatie.

## De almacht van Google
In 2015, tijdens een TEDx-lezing in Berlijn, houdt Andrew Keen een pleidooi om de geschiedenis niet te ontvluchten, maar om er lessen uit te leren. Onder de titel Een buitengewoon groot bedrog (An exponential fuck-up) verwijst hij naar de film Prometheus. Deze gaat over een bedrijf dat machtiger is dan veel regeringen. De CEO van deze onderneming lijkt, net als veel van zijn collega's, opgepompt met anabole steroïden.
De film doet hem denken aan Google en daarmee aan het gevaar dat techbedrijven vormen met hun verliefdheid op technologie en wat zij zien als vooruitgang. De politiek houdt geen gelijke tred met de voortschrijdende technische ontwikkelingen. Het systeem faalt en leidt tot desintegratie, volgens Keen. Hij constateert dat de selfiestijleconomie in de Verenigde Staten leidt tot een 'massieve disfunctionaliteit' en uiteindelijk leidde tot de verkiezingsoverwinning van twitteraar Donald Trump.
Hij stelt voor nieuwe vormen van politiek te bedenken, in de vorm van zelforganisaties. Geen individuen, maar groeperingen tegen de robotisering, die vraagtekens zetten bij de technologie. Hij vraagt zich af hoe je mensen relevanter maakt in een wereld, waarin zij zichzelf marginaliseren. 
Keen beschrijft de overheersing van hen die de macht hebben in Silicon Valley als funest. Hij noemt hen evangelisten die de digitale revolutie prediken, onder het motto van vrijheid en gelijkheid voor iedereen. Maar volgens Keen leidt de digitalisering tot het uiteenvallen van de maatschappij en tot minder democratie, persoonlijke vrijheid, hervormingen en maatschappelijke betrokkenheid.
Hoewel iedereen gelijk is, heeft niet iedereen gelijk, zegt Keen. "Iedereen heeft zijn eigen versie van de waarheid. Maar de een kopieert meestal alleen maar de ander. De ware kennis en expertise ontbreekt. De poortwachter is afgeschaft; de redacteur, de platenbaas, de expert en daarmee het gezag, de accuratesse en de consistentie."
Keen gelooft daarentegen in de meritocratie; dat mensen die hard gewerkt hebben om informatie te verzamelen, beloond dienen te worden. Hij is niet tegen technologie op zichzelf. Het gaat hem er vooral om hoe de technologie wordt aangewend. Hij voorspelt dat binnen een aantal jaren Silicon Valley de waarde van expertise zal herontdekken en daarmee de behoefte aan betrouwbare informatie.

## Boeken
- The Cult of the Amateur, in het Nederlands vertaald onder de titel De @-cultuur (Amsterdam, Meulenhoff, 2008, ISBN 978-90-290-8119-1)
- #Digital Vertigo (Londen, Constable & Robinson, 2012, ISBN 978-1-78033-840-8)
- The Internet Is Not The Answer (Internet is niet het antwoord) (2015)
- How to Fix the Future (Hoe redden we onze toekomst) (2017), waarin Keen de wereld afreist op zoek naar bruikbare oplossingen voor door hem geconstateerde digitale knelpunten[10]